# Farrea kurilensis
Farrea kurilensis är en svampdjursart som beskrevs av Okada 1932. Farrea kurilensis ingår i släktet Farrea och familjen Farreidae. Inga underarter finns listade i Catalogue of Life.